# Stephan af Østrig
Ærkehertug Stephen, palatin af Ungarn (ungarsk: István nádor eller Habsburg–Lotaringiai István Ferenc Viktor főherceg) (tysk: Stephan Franz Viktor, Erzherzog von Österreich) (født 14. september 1817 i Buda, død 19. februar 1867 i Menton, begravet i Budapest) var vicekonge (palatin) af Ungarn i 1847–1848. Fra 1847 til 1867 var han overhoved for den ungarske gren af Huset Habsburg-Lothringen. I 1847–1867 var han standsherre (mediatiseret greve) i Hertugdømmet Nassau.

## Forfædre
Ærkehertug Stephen var søn af  ærkehertug Josef, palatin af Ungarn (1776–1847) og Hermine af Anhalt-Bernburg-Schaumburg-Hoym (1797–1817).
Ærkehertug Stephen var sønnesøn af den tysk-romerske kejser Leopold 2..
Ærkehertug Stephen var oldesøn af den tysk-romerske kejser Frans 1. Stefan, den regerende kejserinde Maria Theresia af Østrig, kong Karl 3. af Spanien, regerende fyrste Karl Christian af Nassau-Weilburg og Caroline af Oranien-Nassau-Diez (Nederlandenes tronfølger, regentinde i 1765–1766).

## Søskende
Ærkehertug Stephen var halvbroder til bl.a. Elisabeth Franziska af Ungarn og til Marie Henriette af Ungarn (gift med kong Leopold 2. af Belgien).

## Palatin af Ungarn
I 1843 blev ærkehertug Stephen guvernør (Zivilgouverneur) over Bøhmen.
Efter faderens død den 13. januar 1847 blev han konstitueret som Palatin af Ungarn. I november 1847 valgte den ungarske landdag ham som landets palatin. 
Efter Martsrevolutionen i 1848 blev ærkehertug Stephens stilling uholdbar. Den 24. september 1848 nedlagde han værdigheden som landets palatin, og kort tid efter forlod han Ungarn. Derefter levede han i Tyskland og Frankrig i mange år. Efter sin død blev han dog – som alle de tidligere palatiner – begravet i Budapest.

## Greve af  Holzappel
I 1850 drog ærkehertug Stephen til Grevskabet Holzappel-Schaumburg i Hertugdømmet Nassau. Ærkehertug Stephen havde arvet grevskabet fra sin mors familie (slægten Anhalt-Bernburg-Schaumburg-Hoym). 
Fra 1847 var ærkehertug Stephen Holzappels standsherre (mediatiseret greve). Som standsherre have han en arvelig plads i Nassaus landdag. Her lod han sig dog repræsentere af en stedfortræder.
Ærkehertug Stephen var meget interesseret i mineraler, og han fik Stefanit (Ag5SbS4) opkaldt efter sig. 
Ærkehertug Stephen testamenterede sin store mineralsamling og Grevskabet Holzappel-Schaumburg til Georg Ludvig af Oldenborg (1855–1939), som var søn af storhertug Peter 2. af Oldenborg, der var Stephens fætter. Stephens og storhertug Peters mødre var søstre.
Imidlertid blev Georg Ludvig af Oldenborgs arveret bestridt, og der fulgte 20 år med retssager. I 1887 anerkendte den tyske højesteret i Leipzig, at Georg Ludvig skulle standsherre af Grevskabet Holzappel-Schaumburg.